# Torfinn Iversen

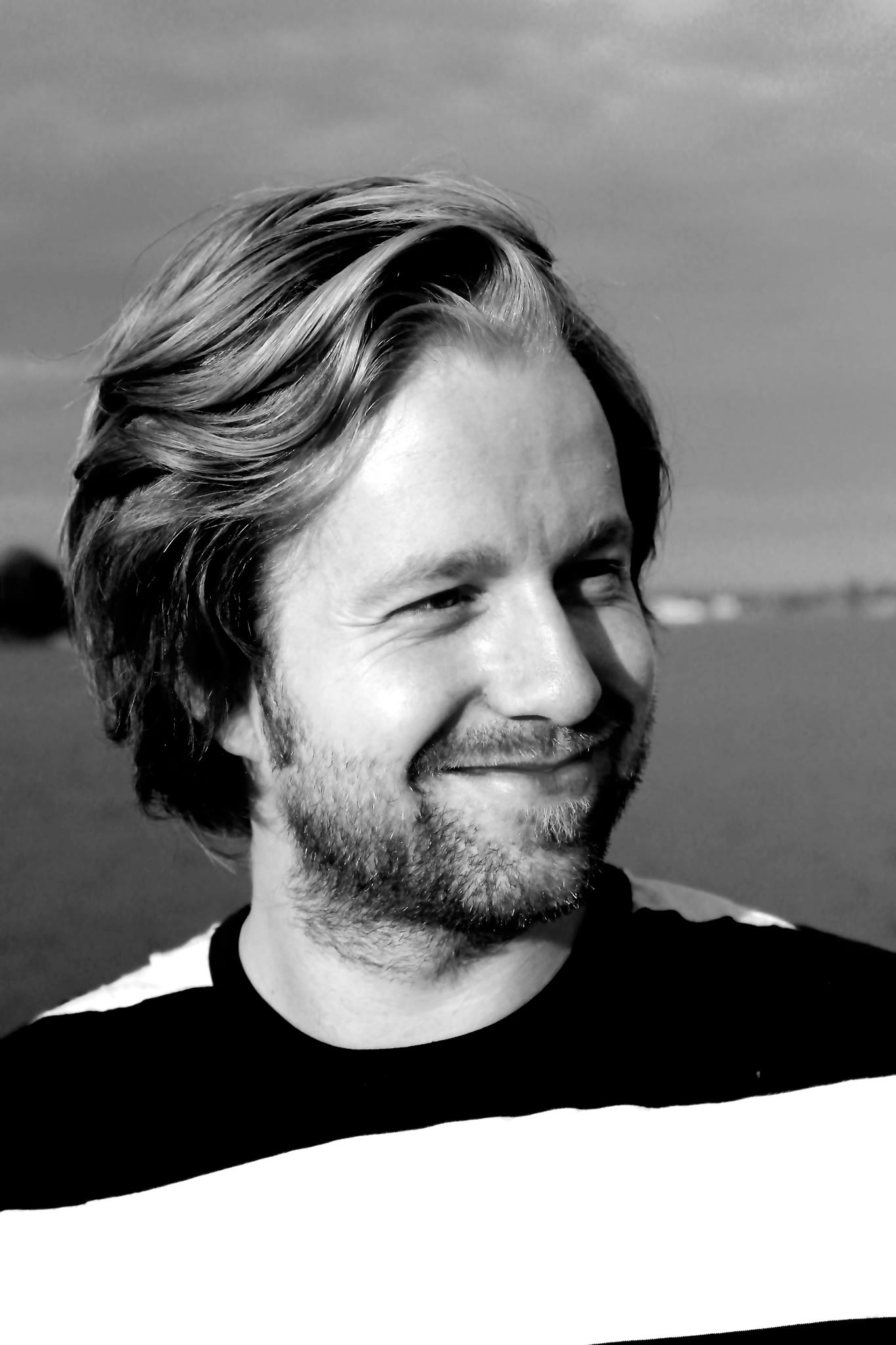
Torfinn Iversen, 2013

Torfinn Iversen (* 1985 in Sortland) ist ein norwegischer Filmregisseur und Drehbuchautor. Iversen studierte Filmwissenschaft an der Hochschule Lillehammer und wurde an der Nordland kunst- og filmfagskole ausgebildet. Er schrieb Drehbücher und führte Regie bei mehreren Kurzfilmen, die zu Wettbewerben nationaler und internationaler Kurzfilmfestivals eingeladen wurden. Am bekanntesten ist Levis Pferd, der im Wettbewerb Generation 14+ der Berlinale 2012 lief.
2013 erhielt Iversen das Künstlerstipendium des Staates Norwegen.
Im Sommer 2016 fanden in Norwegen die Dreharbeiten zu Iversens erstem Spielfilm „Oskars Amerika“ statt, produziert von Original Film AS in Tromsø.
Das Projekt erhielt 2014 in Amsterdam den Eurimages Co-Production Development Award „Oskars Amerika“ hatte seine Weltpremiere in der Sektion Generation KPlus bei Internationale Filmfestspiele Berlin im Februar 2017 und gewann den Preis für den besten abendfüllenden Film in der Kategorie 8+ beim Lucas Filmfestival in Frankfurt.

## Filmografie
- 2000: Gaute paa bjerget (Co-Drehbuch, Regie)
- 2008: Et kjærlighetskapittel (Drehbuch, Regie)
- 2009: Forventninger (Drehbuch, Regie)
- 2011: Konsert for Maria (Co-Drehbuch, Regie)
- 2011: Levis Pferd (Levis Hest, Drehbuch, Regie)
- 2012: Tilbake  (Drehbuch, Regie)
- 2014: Unspoken (Co-Drehbuch, Regie)
- 2015: Just Like Kids (Co-Drehbuch, Regie)
- 2016: Blikkstille (Drehbuch, Regie, Schnitt)
- 2017: Oskars Amerika (Drehbuch, Regie)
- 2017: Myrhull (Regie)
- 2020: Sparkekoret (Drehbuch, Regie)